# Swan (folyó)
A Swan (az őslakosok nyelvén Derbarl Yerrigan) folyó Ausztráliában, Nyugat-Ausztrália délnyugati részén. Torkolatvidékén fekszik Perth városa. A folyó alsó szakaszai viszonylag szélesek és mélyek, kevés szűkülettel, míg a felső szakaszokat keskeny és sekély részek jellemzik.
A Swan vezeti le az Avon régió és a parti sík – összesen kb. 121 ezer négyzetkilométer – vízfolyásait az Indiai-óceánba. Három mellékfolyója az Avon, a Canning és a Helena. Ez utóbbi két vízfolyáson duzzasztógát (a Canning-gát és Mundaring-duzzasztómű) is van, melyek Perth és a környező terület vízigényét jelentős részben kielégítik. Az Avon adja a térség vízfolyásokban fellehető édesvizeinek a többségét. A vízgyűjtő terület éghajlata mediterrán, a tél enyhe és csapadékos, míg a nyár forró és száraz, ennek megfelelően a csapadékmennyiség és a vízjárás erős szezonális jelleget mutat.
Az Avon forrásvidéke a Perth-től 100 km-re, délkeletre fekvő Yealering környékén van; a folyó ezt követően észak-északkeleti irányban, a Perth-től 90 km-re északkeletre lévő Toodyay-ig kanyarog, majd a Walyunga Nemzeti Parkban délnyugatnak fordul, és a Wooroloo-patakkal való összefolyástól már Swan folyóként halad tovább.
A Canning North Bannister közelében, Perth-től 100 km-re, délkeletre ered, és Applecrossnál ömlik a Swanba ott, ahol a folyó a Melville Water nevű szakaszon kiszélesedik. Ezt követően azonban a Blackwall Reach elnevezésű részen ismét leszűkül, ezen a keskeny és mély szakaszon keresztül ömlik a folyó a fremantle-i kikötőnél az óceánba.
A Noongar őslakosok hite szerint a Darling Scarp dombvonulata Wagyl (vagy más átiratban Waugal) teste – a mitikus Álomidő e kígyószerű lénye, miközben végigsiklott a szárazföldön, testével folyókat, vízfolyásokat és tavakat vájt ki. Úgy képzelték, hogy a Swant is Wagyl hozta létre.
A folyótorkolatra kisebb mértékű árapály jellemző: a maximális vízszintemelkedés egy méter körüli, jóllehet arra légnyomásbeli ingadozások is hatnak.

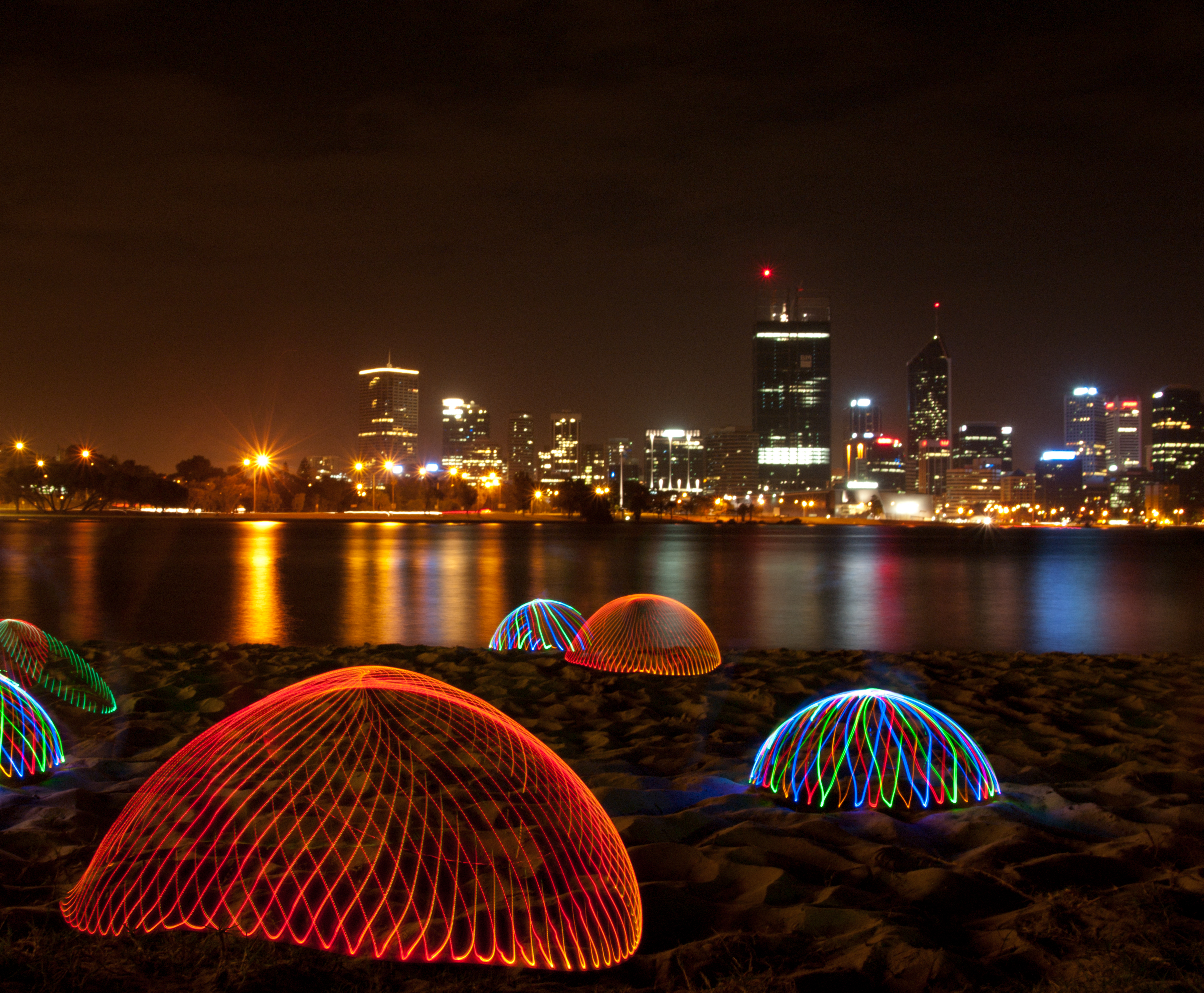
Fényfestmény a Swan partján

## Földtani jellemzők
A Harmadidőszak előtt, amikor a tengerszint a jelenleginél alacsonyabb volt, a Swan Rottnest-szigettől északra írt le ívet, majd Rottnesttől kissé északi és nyugati irányban ömlött bele az Indiai-óceánba. Ezzel a folyó Grand Canyon méretű szurdokvölgyet vájt ki magának. A Perth-i Canyonként ismert tenger alatti szurdokvölgy ma is létezik a kontinentális pad szegélyén.

## Földrajz

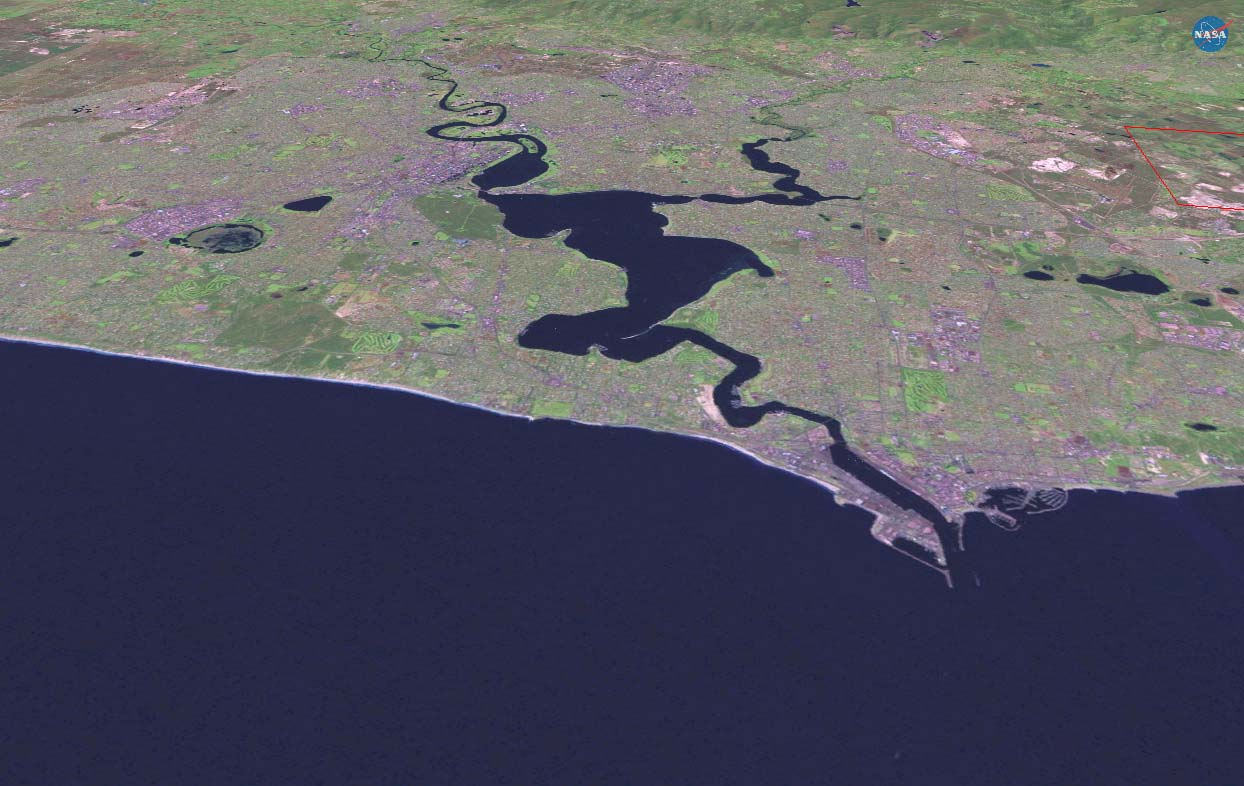
Műholdkép a Swanról és környezetéről

A Swan a Darling Scarp dombvidéke és az Indiai-óceán közötti parti sáv vízfolyásait vezeti az óceánba, vízgyűjtőterületének teljes kiterjedése meghaladja a 100 ezer km²-t. A folyó a mediterrán éghajlat alatt fekszik, forró és száraz nyár, illetve hűvös és csapadékos tél jellemzi, jóllehet ez az egyensúly a klímaváltozás eredményeként változóban van. A Swan a Darling Scarp szegélyén fut végig, a dombvidékről a parti síkságon keresztül egészen a fremantle-i torkolatig lejt.

### Forrása
A Swan még Avonként indul útjára az óceán felé, ez utóbbi pedig Yealering közelében, a Darling Scarp dombvonulatán, a fremantle-i torkolattól mintegy 175 kilométerre ered. Az Avon északi irányban folyik, áthalad Brookton, Beverley, York, Northam és Toodyay településeken, miközben csatlakoznak hozzá mellékfolyói, a Dale, a Mortlock és a Brockman. Az Avon akkortól számít Swan folyónak, amikor azzal a Walyunga Nemzeti Park közelében a Wooroloo-patak összefolyik.

### Mellékfolyói
A Wooroloo-patak és Guildford között további mellékfolyók ömlenek a Swanba: ezek közé tartoznak az Ellen, Jane, Henley, Wandoo, Bennett, Blackadder, Limestone és Susannah nevű patakok, valamint a Helena folyó. Többségük azonban az emberi beavatkozások, így az erdőirtás és beépítések miatt kiszáradt vagy csak időszakos vízfolyásnak számít.

### A Swan parti síkja
Perth és Guildford között a folyó több nagyobb kanyart, hurkot is formáz. Eredetileg az olyan területek, mint a Maylands-félsziget, Ascot és Burswood, a Claisebrook-öböl és a város északi részén fekvő Herdsman-tó mocsaras részek voltak. Ezeket a vizes területeket azóta feltöltötték, és a település beépített részeivé váltak. Például a Heirisson-sziget, mely felett a Kelet-Perth és Victoria Park közötti híd, a Causeway áthalad korábban apró szigetekből – eredetileg Hierrison-szigetek – állt.

### Perth Water és Melville Water
A belváros és Dél-Perth között húzódó Perth Water nevű szakaszt a folyótorkolatba futó fő folyószakasztól a Narrows szoros választja el; a szoros két partját köti össze az 1959-ben épült híd, a Narrows Bridge. Ezt követően a folyó a Melville Water nevű részen erősen kiszélesedik. A Canning az armadale-i forrástól mintegy 50 km-re délkeletre, az applecrossi Canning-hídnál egyesül a Swannal. A legszélesebb pontján a folyó északi és déli partja egymástól több mint 4 km-re van. Ezzel szemben a Point Walter a folyóba mélyen, 800 méterre benyúló földnyelv, amit a Swanon közlekedő hajóknak meg kell kerülnie.

### Folyószűkület és Fremantle
A folyó a Chidley Point és a Blackwall Reach között összeszűkül, megkerüli a Point Roe és Preston Point nevű kiszögelléseket, majd egy szűkületen keresztül megérkezik a kikötőbe. A folyótorkolattól északra a Stirling-híd és a fremantle-i közúti híd keresztezi a Swant. A Swan a fremantle-i kikötőnél ömlik az Indiai-óceánba.

## Növény- és állatvilág
A Swan–Canning torkolatvidéken, illetve annak közelében – többek között – a következő növény- és állatfajok találhatók:
- Több mint 130 halfaj[4] ideértve a bikacápát (Carcharhinus leucas), rájákat, egyes harcsaféléket (Cnidoglanis macrocephalus, ami Swan folyóbeli harcsaként is ismert), a heringet (Elops machnata), a szintén a heringfélék közé tartozó chilei szardíniát (Sardinops sagax), keszegféléket (pl. Kyphonzs rydnqanus), laposfejű halakat, egyes tüskésmakréla-féléket és a gömbhalakat (Tetraodontidae)
- Palackorrú delfin
- Rákfélék, mint egyes garnélarákok és tarisznyarákok (Portunus pelagicus)
- Puhatestűek, például a kékkagylók és Galeommatidae
- Madarak, mint a névadó fekete hattyú, ezüstsirály, kormoránok, Barnard-papagáj, szivárványlóri, jégmadár, pirosfarkú gyászkakadu, ausztrál pelikán, feketehátú fuvolázómadár, gémek, kacsafélék

A délre néző Rocky Bay

## Történelem

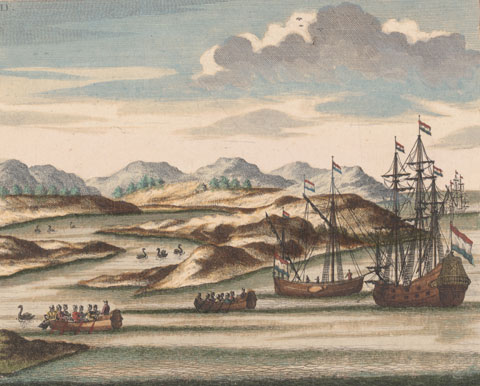
Willem de Vlamingh hajói fekete hattyúkkal a nyugat-ausztráliai Swan torkolatánál, színes metszet (1726) az 1696–97-es de Vlamingh-féle expedíció során készült, korábbi (de elveszett) rajz alapján

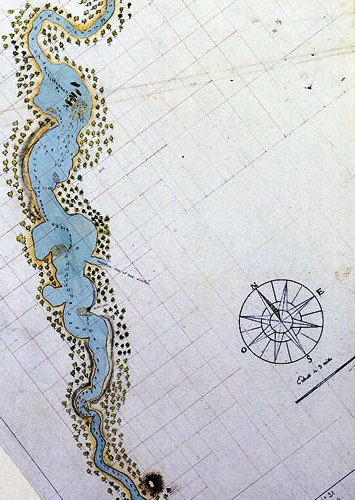
A Swan első részletes, François-Antoine Boniface Heirisson által 1801-ben készített térképe

A folyót Swarte Swaene-Reviernek Willem de Vlamingh, holland felfedező nevezte el 1697-ben a területen található híres fekete hattyúk után. Vlamingh legénységének néhány tagjával a Heirisson-szigetig hajózott fel a folyón. 1801-ben ugyanígy tett egy francia expedíció Nicholas Baudin parancsnoksága alatt.
Stirling kormányzó eredeti szándéka szerint a 'Swan' megnevezés a folyónak csak a Heirisson-sziget feletti szakaszát jelölte. A folyó többi részét, ideértve a Perth Watert is, már a torkolathoz tartozónak tekintette, és 'Melville Waternek' hívta. A kormány 1829. július 27-én kelt hirdetménye szerint ... a 'Perth'-nek nevezett új város alapköve a Swan torkolatának bejáratánál rakasson le.
Perth városának megalapítását követően szinte azonnal megkezdték a folyó módszeres szabályozását. Ezt több szempont is indokolta:
- a téli áradások könnyebb levezetése;
- a hajózhatóság javítása mélyebb csatornák és mólók kialakításával;
- a szúnyogok szaporodását elősegítő lápos területek megszüntetése;
- a szárazon maradó, mezőgazdasági tevékenységre és építkezésre alkalmas területek bővítése.

Perth utcái ebben az időben leginkább az ingoványos területen futó, homokos földsávokra hasonlítottak, aminek következtében James Stirling kormányzó 1837-ben a következőket írta a gyarmati ügyekért felelős miniszternek:
Jelenleg aligha állítható, hogy utak léteznének, noha bizonyos közlekedési útvonalak már kialakultak a fák kivágása és vízfolyások áthidalása, illetőleg a Swan szélesebb szakaszain kompok indítása nyomán ...
A folyó egyes részein mederkotrás vált szükségessé, majd a kitermelt üledéket a folyóparti, lapályos területekre hordták azok feltöltése érdekében. Az 1862-es, különösen csapadékos tél szokatlanul nagy áradásokkal söpört végig a városon, aminek hatását csak súlyosbították a lecsapolt területek. Nyugat-Ausztráliában az első kanalas kotrógép, a Black Swan 1872 és 1911 között üzemelt, azt a folyón csatornák kialakítására és földterületek lecsapolására használták.

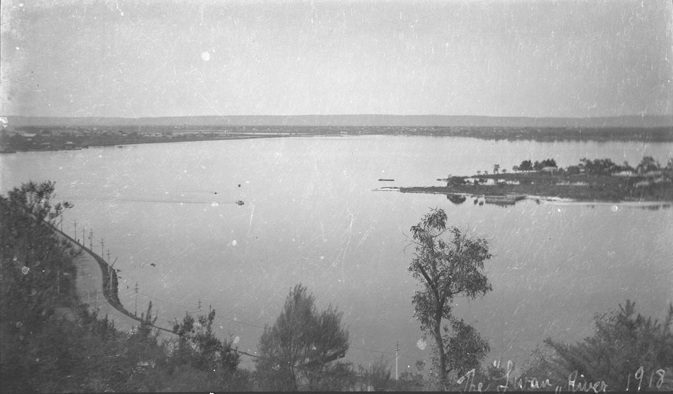
A Swan 1918-ban az akkor még jórészt beépítetlen Mill Point-i résszel

### Nevezetes tájképi elemek
Számos, a folyóhoz tartozó tájképi és városképi elem – különösen a belváros közelében – erősen átalakította a Swan környezetét az 1829-es európai letelepedés óta:

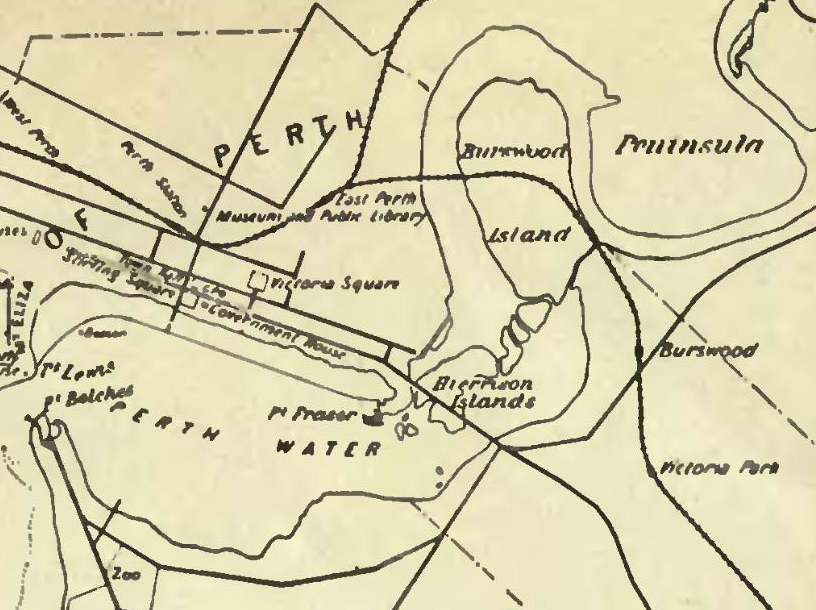
1909-es térkép a korábbi Heirisson-szigetekkel és a Burswood-szigetnél kijelölt csatornával

- Claise Brook – a korábbi térképeken Clause's Brook, nevét Frederick Clause után kapta. Ez a kisebb édesvizű patak a várostól északra fekvő természetes tavak hálózatának a vizét vezette a folyóba. A szennyvízcsatornarendszer megépítése előtt a patakot kanálisként használták, amin keresztül egészen a 20. század első éveiig közvetlenül ömlött a szennyvíz a folyóba. A környező területek az európai betelepülés időszakában főleg ipari jelleget kaptak, sokáig elhanyagolták azokat. Kelet-Perth-nek az 1980-as évek vége óta folyó átépítése drámaian megváltoztatta, rendbe hozta a területet, sőt az átalakítási munkák egy vízi járművek számára is elég nagy bevezető csatornát alakítottak ki a folyó irányában. A terület ma elsősorban lakóövezet, a patak pedig már csak nevében létezik, amennyiben a tavakat megszüntették, illetve a megmaradó állóvizeket ember alkotta vízelvezető rendszerek segítségével szabályozzák.
- Point Fraser – a korai térképeken jól látható magaslat a folyó északi oldalán, a Causewaytől nyugatra. 1921 és 1935 között eltűnt, amikor mindkét oldalán feltöltötték földdel, hogy kiegyenesítsék a szabálytalan vonalvezetésű folyópartot, és kialakítsák a négyszögletes 'Esplanade' sétányt.
- Esplanade – az északi part eredetileg a belváros felé emelkedő – a St Georges Terrace-tól délre jellemzően egy háztömbnyi szélességű – magaslat tövében húzódott. A St Georges Terrace déli oldalán épült házakhoz a vízpartig érő kertészetek tartoztak.
- Heirisson-sziget – lapályos, ingoványos területek sora, melyek eredetileg a folyón fentebb húzódtak, mint a mai egyetlen, ember alkotta sziget, aminek mindkét oldalán mély csatorna fut.
- Burswood – a letelepedés első éveiben Perth ingoványos területei miatt csak lapos fenekű hajókkal lehetett Perth és Guildford között utazni. Végül döntés született egy csatorna megépítéséről, mely a sekélyes részeket megkerüli, ugyanakkor létrehozza a Burswood-szigetet. 1831-ben hét munkás 107 nap alatt ásta ki a csatornát. A munka elkészültével a csatorna hosszúsága körülbelül 280 méter volt, míg átlagos szélessége a felső szegélye és a csatornaágy között 9 méterről 4 méterre szűkült; mélysége egy és hat méter között változott. 1834-ben további fejlesztések váltak szükségessé. A folyó déli partján, a Heirisson-szigetnél átvezető hídtól, a Causewaytől felfelé eső területet a 20. század első évtizedében töltötték fel, amivel a Mitchell közlekedési csomópont/Narrows-híd kialakításával érintett szakasznál ötször nagyobb területet vízmentesítettek.
- Point Belches – utóbb a dél-perth-i Mill Pointként ismert hely. Eredetileg egy mély, félkör alakú öblöt körülölelő kiszögellés. Később a Millers Pool nevet kapta, majd feltöltötték és kiszélesítették, így lett a mai dél-perth-i félsziget, amihez a Narrows Bridge és a Kwinana gyorsforgalmi út csatlakozik.
- Point Lewis (más néven az évekig a parton álló magányos fa után 'One-Tree Point') – a Narrows Bridge északi hídlábánál lévő, a mai közúti csomópont alatti partszakasz.
- Mounts Bay – az 1921 és 1935 közötti időszakban szerényebb mértékű lecsapolást végeztek. Azután az 1950-es években megkezdődtek a Narrows Bridge munkálatai, majd 1957-ben az öböl mérete ugrásszerűen csökkent a Mitchell közlekedési csomópont és a Narrows hídjára tartó északi felhajtó kiépítésével összefüggésben. A már korosodó aktivista, Bessie Rischbieth látványosan tiltakozott a projekt ellen, amikor 1957-ben a sekély vízben egy teljes napig állt a bulldózerek előtt, jóllehet feltartóztatni éppen egy napra tudta azokat.
- Bazaar Terrace/Bazaar Street – a település korai időszakában a William Street és a Mill Street között a folyópart közelében futó út fontos kereskedelmi csomópontnak számított, ahol különféle kikötő létesítmények, köztük mólók működtek. Az út körülbelül ott húzódott, ahol a mai Mounts Bay Road, csak abban az időben a terület nem érintkezett a vízparttal. Jellegzetes mészkőfalát és sétányát a Mount Elizán fejtett kőzetből építették.
- Folyótorkolat Fremantle-nél – a kikötő az 1890-es években épült, ezzel egyidejűleg – miután egyébként 70 éven keresztül kérelmezték – eltávolították a folyóra való bejutást akadályozó mészkőpadot. A területnek a kikötő megépítéséhez szükséges kotrása lényegesen megváltoztatta a folyó dinamikáját: az áradásokhoz köthető téli átöblítéseket a torkolati szakaszon árapály-jellegű fluktuáció váltotta fel. Ezzel párhuzamosan épült meg a Helena folyó duzzasztógátja C. Y. O'Connor nagyratörő és eredményes tervei alapján, ami nyomán sikerült a kalgoorlie-i aranymezőket vízhez juttatni.

### Környezetvédelmi kérdések
A folyóba korábban a legkülönfélébb hulladékokat ürítették. Egészen az 1970-es évek közepéig egyes helyi önkormányzatok területén szeméthegyek éktelenkedtek a folyópartot szegélyező lapályon. A nehézipar – a Bayswater–Bassendean városrészek öntödéi és műtrágyagyárai, valamint a fremantle-i gyapjúmosó üzemek – szintén hozzájárult a folyó szennyezéséhez. Ezeken a partszakaszokon a helyreállítási munkák még sok helyen folyamatban vannak, hogy eltávolítsák a korábban a folyóba szivárgó mérgező anyagok maradványait.
A nyári hónapokban a halak pusztulásához vezető vízvirágzás okozhat gondot, amelynek okai – többek között – a mezőgazdasági tevékenységek nyomán a folyóba kerülő tápanyagok, valamint a vízgyűjtő területen a műtrágyák gondatlan használata. Előrefordult, hogy a Swan egyes szakaszairól véletlen szennyvíz- vagy vegyianyag-szivárgás miatt az emberi tevékenységeket ki kellett zárni. Mindazonáltal eddig a folyó viszonylag jó állapotban vészelte át ezeket a kártételeket, jóllehet a Swan ökológiája állandó fenyegetésnek van kitéve.
Évente, az ausztrál nemzeti ünnep, az Australia Day alkalmából rendezett tűzijáték megtekintésére a perth-i belváros melletti Perth Water folyószakasz népszerű helyszín, rendszeresen 400 ezernél is többen gyülekeznek ilyenkor a folyóparton, a Kings Parkban és a folyón horgonyzó hajókon.

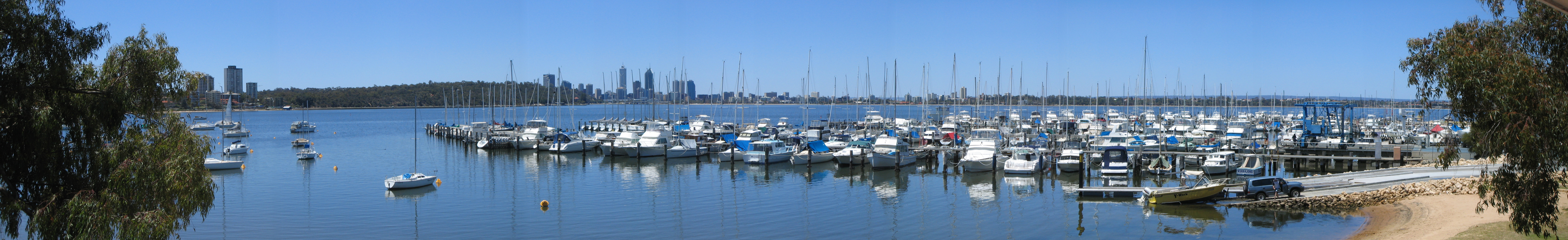
A Matilda-öböl a Swan folyón háttérben a Mount Elizával és a perth-i belvárossal

### Áradások
A torkolatvidék áradásairól az adatgyűjtés az európaiak 1829-es megérkezése óta folyik. 1830 júliusában, alig egy évvel a kolónia megalapítását követően a folyó 6 méterrel duzzadt a szokványos vízszint fölé. A telepesek folyamatosan érkeztek, miközben az állandó épületek száma alacsony volt, a többség sátrakban és más ideiglenes szálláshelyeken lakott. Ilyenek voltak a folyóparthoz közeli barlangok, így az áradás nyomán sokan elveszítették személyes vagyontárgyaikat, az élőállatok a folyóba fulladtak. Újabb szélsőséges áradások következtek 1847 és 1860 telén. A későbbi áradások tekintetében aztán felmérték az áradás megismétlődésének a valószínűségét:
| Év   | 1862 | 1872 | 1910 | 1917 | 1926 | 1930 | 1945 | 1946 | 1955 | 1958 | 1963 | 1964 | 1983 |
| ARI* | 60   | 100  | 20   | 20   | 30   | 15   | 20   | 10   | 20   | 20   | 15   | 10   | 10   |

* Az ARI (átlagos visszatérési idő) az az átlagos, években kifejezett időintervallum, ami várhatóan adott nagyságrendű áradási események között eltelik.
A feljegyzések szerint a legnagyobb áradásra 1872 júliusában került sor, 100-as kalkulált ARI-értékkel. Ez nagyjából az úgynevezett 100 éves áradásnak felel meg. A Helena folyón az 1872-es vízszint közel 70 centiméterrel múlta felül az 1862-es áradás vízszintjét (ARI=60). A The West Australian napilap az 1872. július 26-i kiadásában a következőkről számolt be:
Perth-ben és környékén a folyó torkolatánál bezúduló tengervíz erejének köszönhetően hatalmas tó alakult ki, az összes móló és stég víz alá került, a Fremantle-be vezető főutakon áll a víz, az átmenőforgalom ellehetetlenült, a folyóparton felhalmozott szantálfarakásokat a víz elmosta, és a Mount Eliza lejtőin emelkedő külvárosi villák lakói kénytelenek voltak a domboldalon feljebb húzódni, Perth-ben menedéket keresni.
Az 1926. júliusi áradás (ARI=30) elmosta a Swan felső szakaszán lévő hidat, valamint a fremantle-i vasúti híd egyes részeit. 1926. július 22-én, öt perccel azt követően, hogy egy iskolásokkal zsúfolt vonat haladt át rajta, a fremantle-i híd részben összedőlt. A szerkezet összeomlását személyi sérülés nem kísérte, viszont utána több hónapig akadoztak az áruszállítások. A javítási munkák egészen tavaszig tartottak, a hidat csak 1926. október 12-én nyitották meg ismét.

## Az irányító szervezet
A Swan River Trust a nyugat-ausztráliai Környezet- és Természetvédelmi Minisztérium felügyelete alá tartozó és közvetlenül a Környezetvédelmi Miniszternek felelős, állami szintű kormányhivatal, melyet az egy évvel korábban elfogadott, vonatkozó törvény alapján 1989-ben alapítottak meg. A testületet nyolc, a Swan és a Canning folyók kezelésében érdekeltséggel rendelkező közösségek, állami és önkormányzati szervek által delegált képviselő alkotja, így a Swan River Trust központi hivatalként önálló felelősséggel bír a Perth folyórendszerével kapcsolatos tervezési, védelmi és kezelési feladatokért.
A Trust havonta kétszer ül össze, hogy javaslatokat tegyen a Környezetvédelmi Miniszter, az állami Tervezési Bizottság és a folyó mentén működő önkormányzati testületek felé, mindezzel pedig irányító szerepet játszik a Swan és a Canning folyók fejlesztésében.

## Emberi használat

### Közlekedés
A Swan menti település korai éveiben a folyó jelentette a fő közlekedési útvonalat Perth és Fremantle között. A vízi közlekedés elsőbbsége a Fremantle és Guildford közötti – Perth-t is érintő – vasút megépítéséig állt fenn.

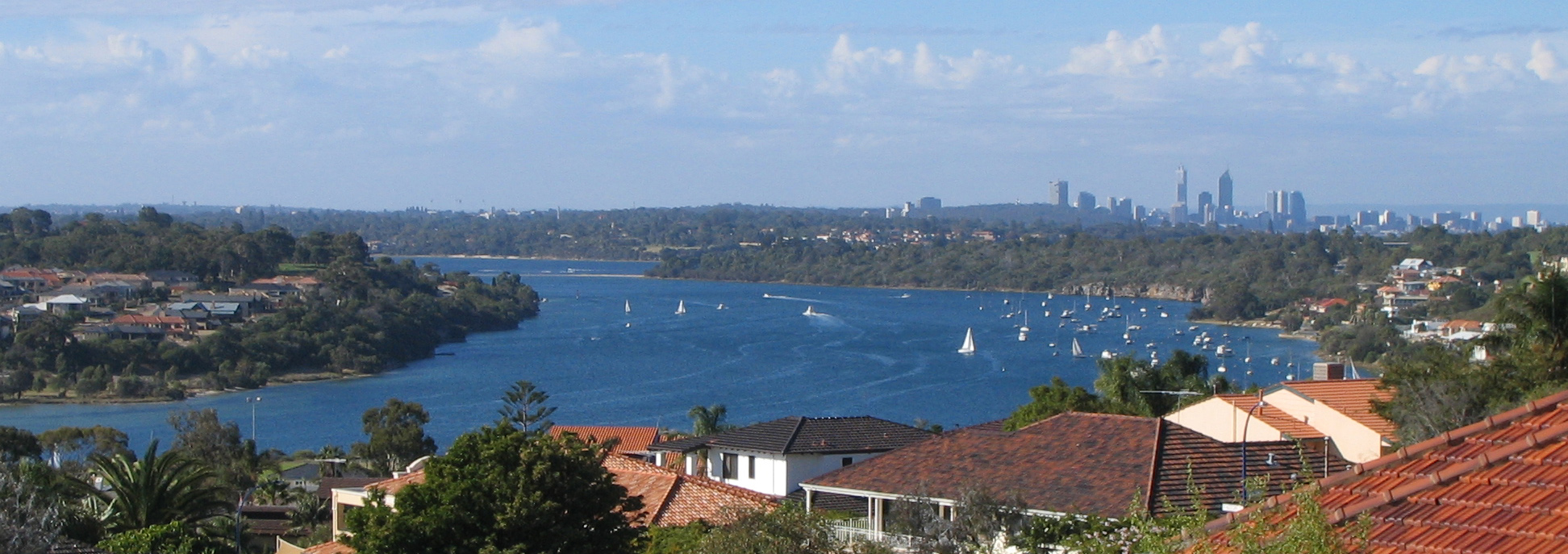
Kilátás Kelet-Fremantle-ből a Blackwall Reach-csel, illetve a távolban a Point Walterrel és Perth-szel

### Hidak

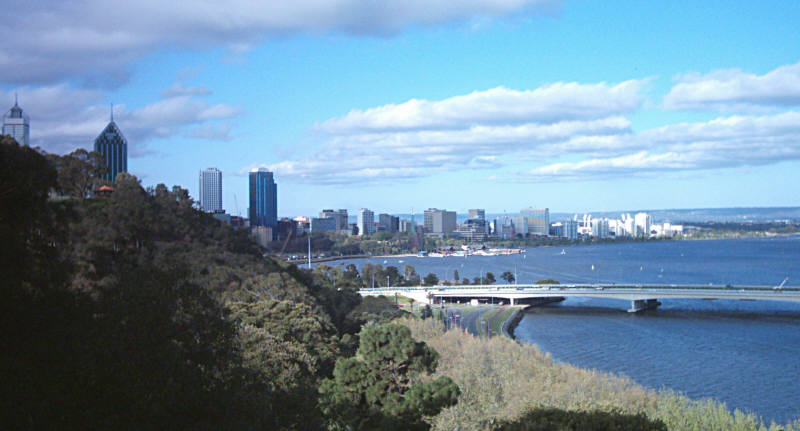
A Narrows Bridge Perth-ben

Jelenleg a Swanon 19 közúti és vasúti híd vezet keresztül. Ezek (Fremantle-ből a folyó forrása irányában) a következők:
1. Fremantle vasúti híd, Észak-Fremantle és Fremantle városrész között (fremantle-i vasútvonal)
2. Fremantle közúti híd, Észak-Fremantle és Fremantle városrész között
3. Stirling Bridge (Stirling Highway), Észak-Fremantle és Kelet-Fremantle között
4. Narrows Bridge, Dél-Perth és Perth városrész között (Kwinana Freeway és mandurah-i vasútvonal; 2001.) – északi irány
5. Narrows Bridge, Perth és Dél-Perth között (mandurah-i vasútvonal)
6. Narrows Bridge, Perth és Dél-Perth között (Kwinana Freeway; 1959.) – déli irány
7. Causeway (észak), Perth és a Heirisson-sziget között
8. Causeway (dél), a Heirisson-sziget és Dél-Perth között
9. Goongoongup Bridge, Kelet-Perth és Burswood között (armadale-i vasútvonal)
10. Windan Bridge, Kelet-Perth és Burswood között, (Graham Farmer Freeway)
11. Garratt Road Bridge, Bayswater és Ascot között – északi irány
12. Garratt Road Bridge, Ascot és Bayswater között (Garratt Road és Grandstand Road) – déli irány
13. Redcliffe Bridge, Bayswater és Ascot között (Tonkin Highway)
14. Guildford közúti híd, Bassendean és Guildford között (Guildford Road és Bridge Street)
15. Guildford vasúti híd, Bassendean és Guildford között (midlandi vasútvonal)
16. Barkers Bridge, Guildford és Caversham között (Meadow Street és West Swan Road)
17. Whiteman Bridge, Caversham és Middle Swan között (Reid Highway és Roe Highway)
18. Maali Bridge, Henley Brook és Herne Hill között (gyalogoshíd; korábbi nevén Street Bridge)
19. Yagan Bridge, Belhus és Upper Swan között (korábbi nevén az Upper Swan Bridge)
20. Upper Swan vasúti híd, Felső-Swan-vidék (nincs külön neve)
21. Bells Rapids Bridge, Upper Swan és Brigadoon között (nincs külön neve)

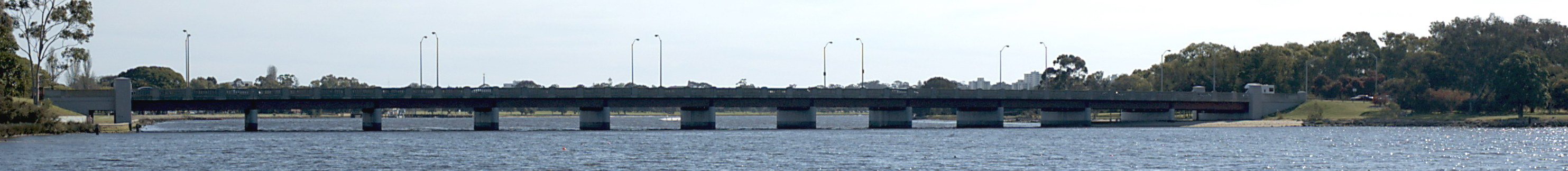
A Causeway keleti vége Burswood Parkból

### Jachtklubok
Jelenleg 15 jachtklub működik a Swanon, többségükben a Melville Water szakaszon, valamint a Freshwater- és Matilda-öbölben. A Matilda-öbölbeli Pelican Pointnál található Royal Perth Yacht Club rendezte az 1987-es Amerika-kupa vitorlásversenyt, amit az akkor 132 éves verseny története során először vittek az Egyesült Államokon kívülre. A klubok közül egyedül a RPYC és a Royal Freshwater Bay Yacht Club rendelkezik királyi alapítólevéllel. Fremantle-ben, a torkolat környékén ezen kívül számos horgonyzóhely és épített kikötői létesítmény van.

## Fényképgaléria

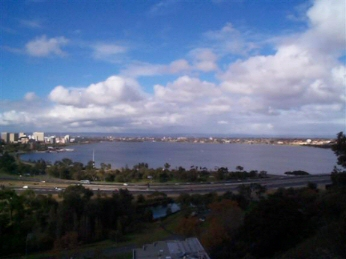
Kilátás a Kings Parkból a Perth Water folyószakasz felé
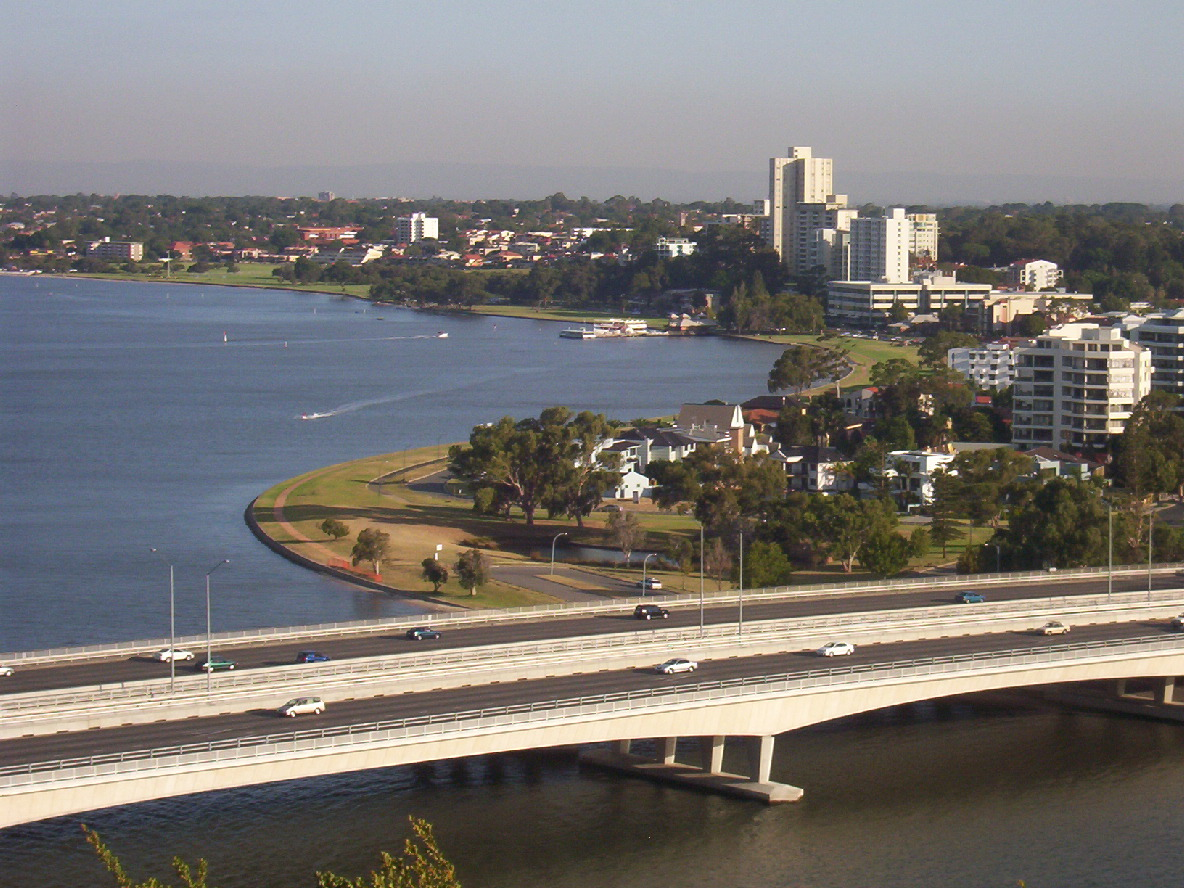
Egy másik kép a Narrowsról
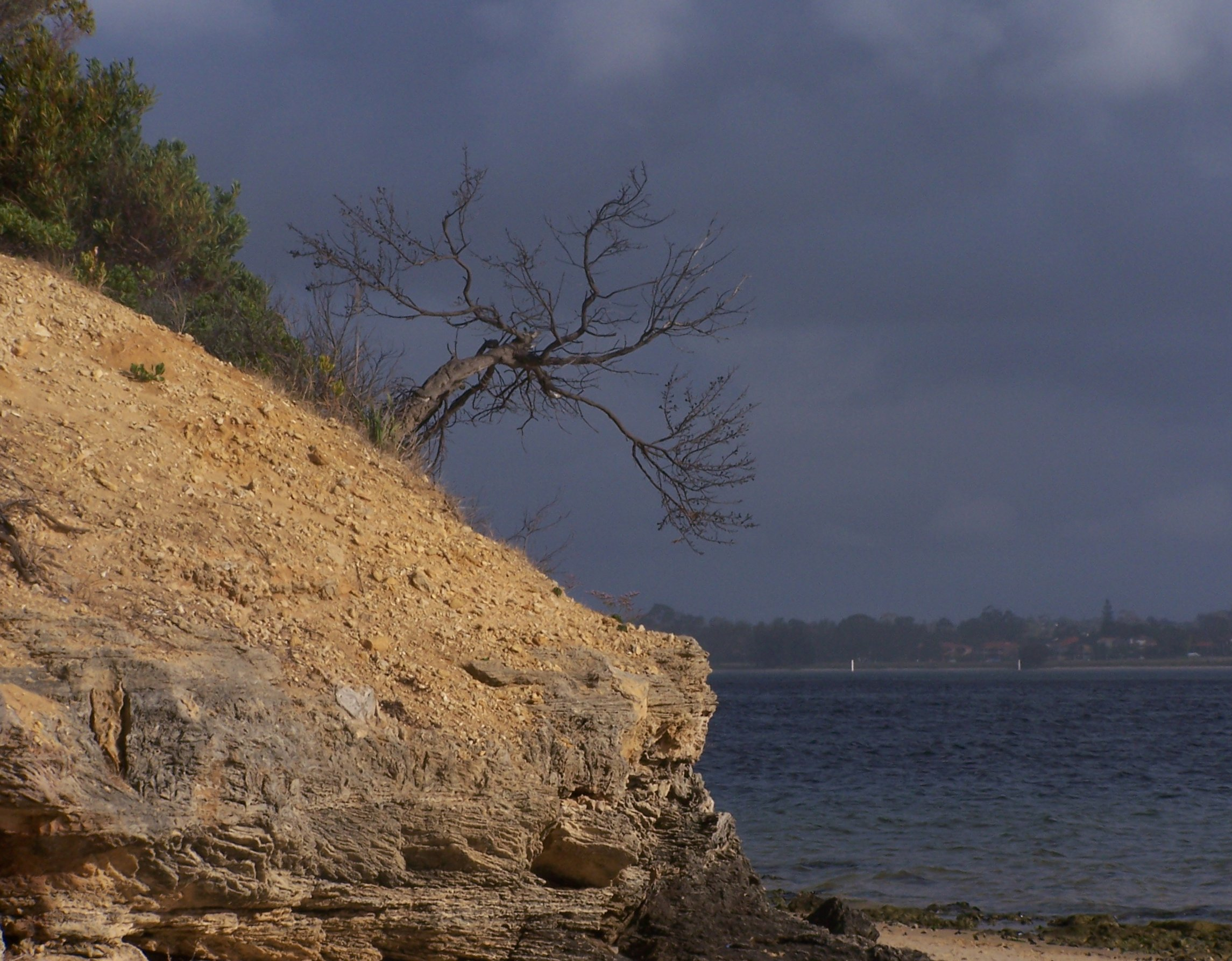
Délkeleti irányban a Point Resolutiontól
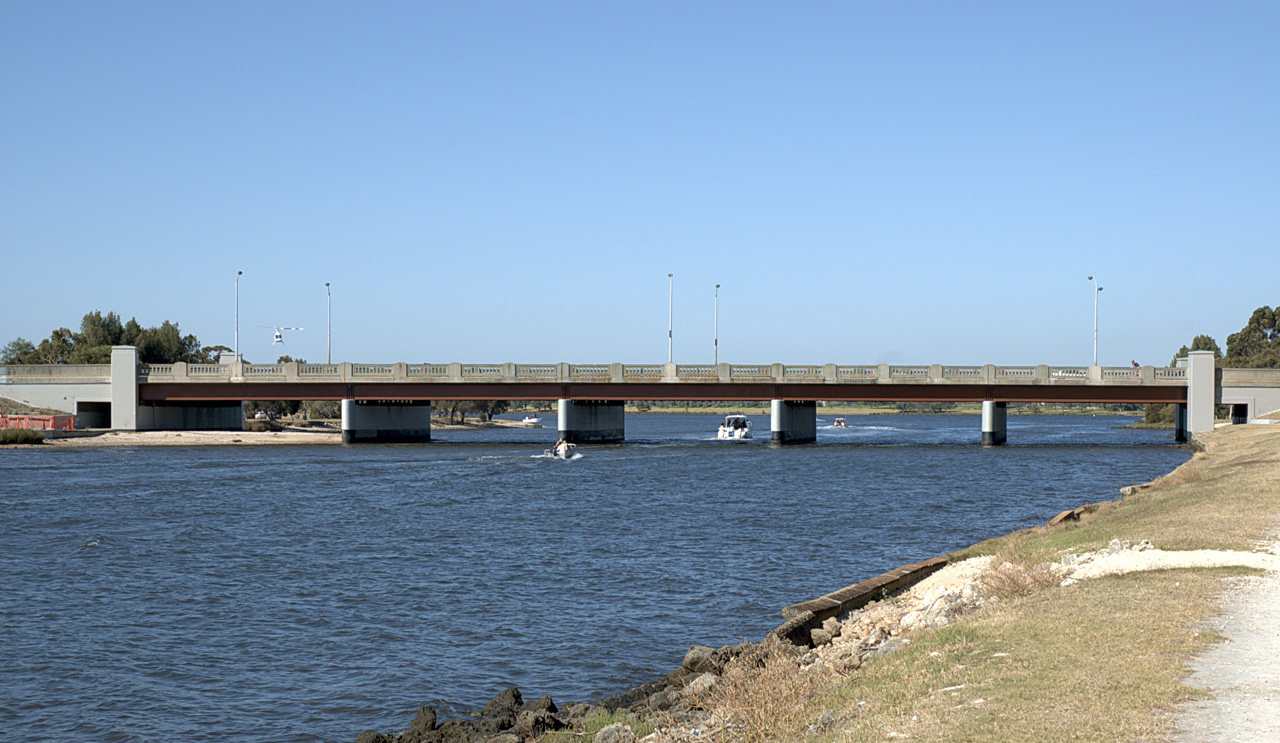
A Causeway északi része a Heirisson-szigetről
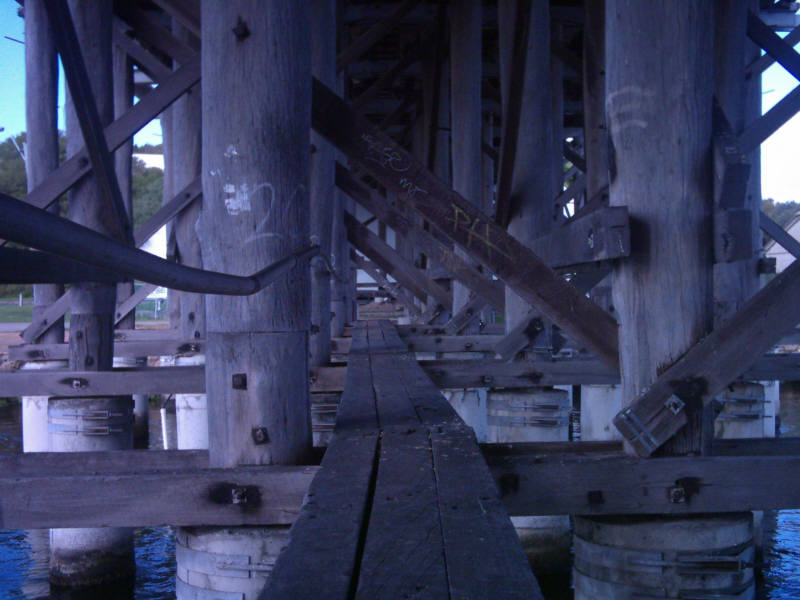
A fremantle-i közúti híd szerkezete
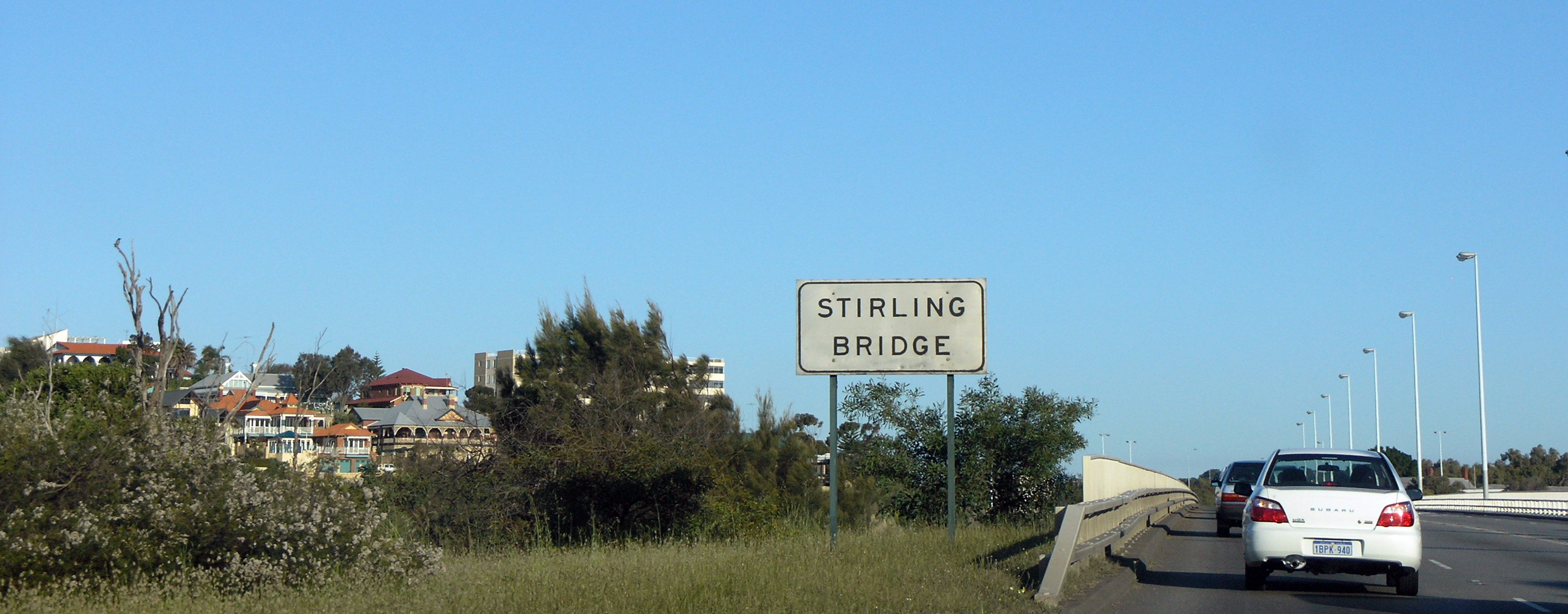
A Stirling Bridge Fremantle-ben
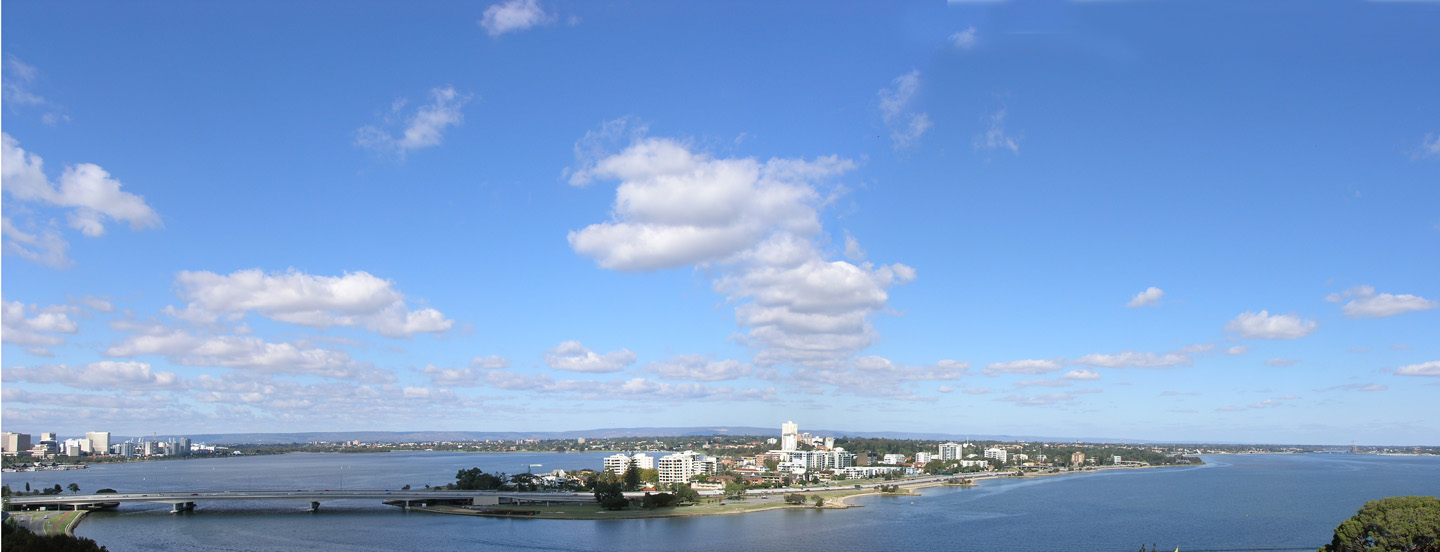
A Swan az előtérben a Perth Water szakasszal és a Narrowsszal, valamint jobbra a Melville Water szakasszal
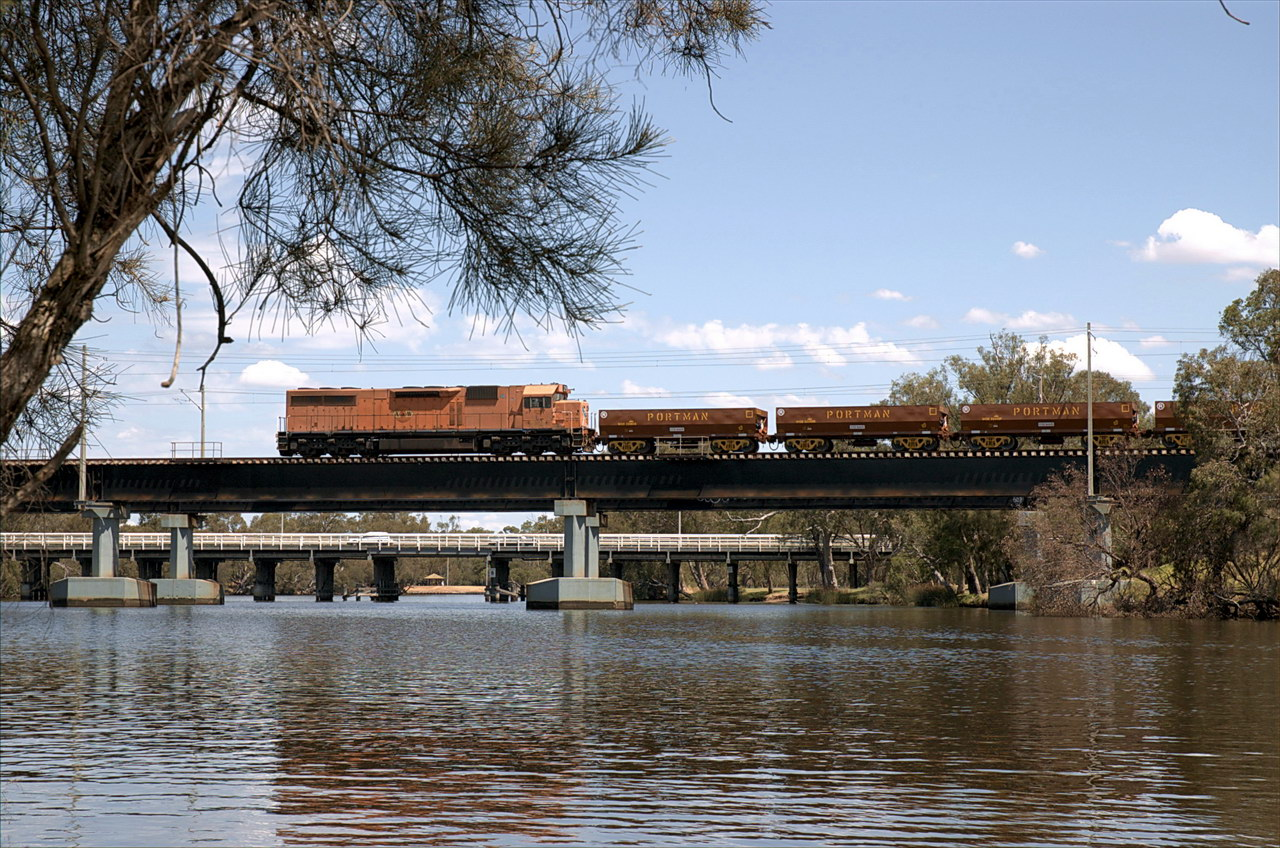
A bassendeani vasúti és közúti híd a guildfordi partról
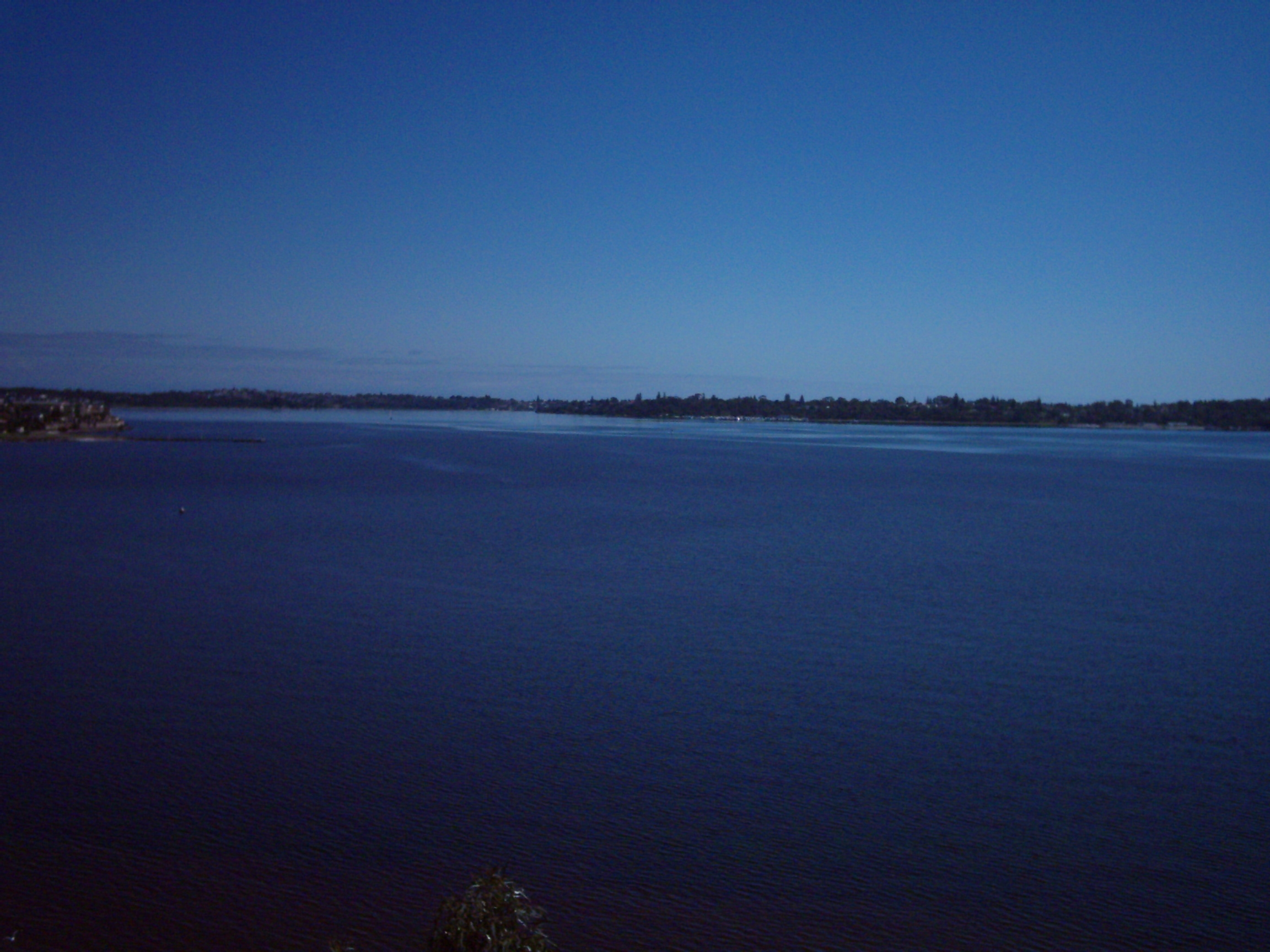
A Melville Water a Heathcote Pointtól nyugatra
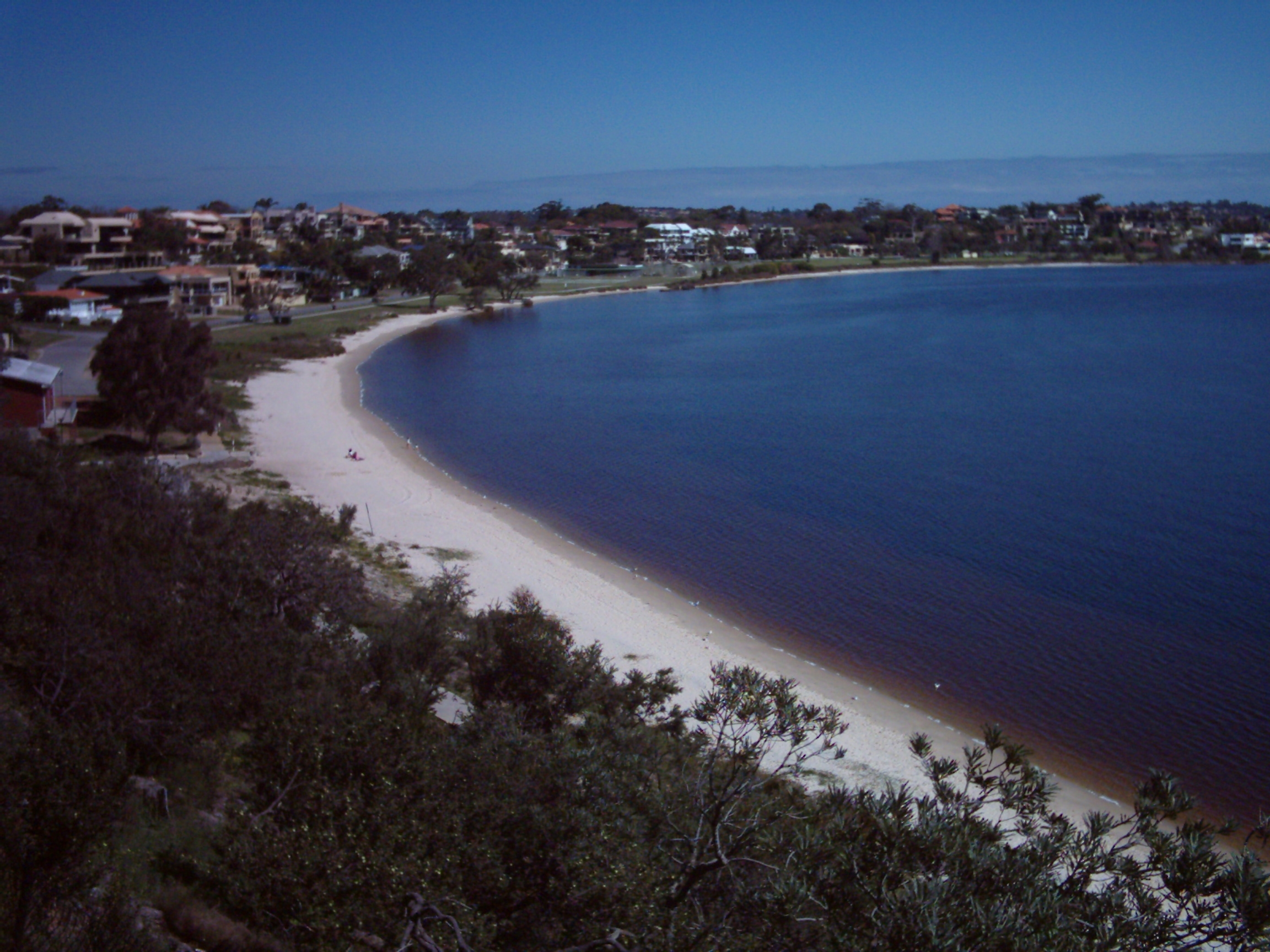
A Waylen-öböl a Heathcote Pointtól

## Fordítás
- Ez a szócikk részben vagy egészben  a   Swan River (Western Australia) című angol Wikipédia-szócikk ezen változatának fordításán alapul.  Az eredeti cikk szerkesztőit annak laptörténete sorolja fel. Ez a jelzés csupán a megfogalmazás eredetét és a szerzői jogokat jelzi, nem szolgál a cikkben szereplő információk forrásmegjelöléseként.

## Ajánlott irodalom
- Thompson, James (1911) Improvements to Swan River navigation 1830-1840 [cartographic material] Perth, W.A. : Western Australian Institution of Engineers, 1911. (Perth : Govt. Printer) a Battye Könyvtár megjegyzése: – Kiadva Thompson, a Nyugat-Ausztráliai Mérnöki Intézet első elnökének 1910. március 31-i székfoglaló beszédéhez kapcsolódó, 1. sz. rajzként – A Földnyilvántartási és Földmérési Osztály kataszteri alaptérképe Thompson megjegyzéseivel, valamint a folyón végzett műszaki munkák feltüntetésével Burswood és a Hierrison- (azaz Heirisson-) szigetek között, illetve a partvonalon, az 1830–1840-es évekre vonatkozóan; a Swan torkolatához közeli, őslakos helynevekkel.